# Emirat de Tbilissi
L'emirat de Tbilisi fou el govern musulmà creat cap a l'any 740 per controlar els principats georgians.

## Història
L'emirat era governat per erimsthavars locals nomenats pels califes, i depenia del governador califal de Transcaucàsia (Arminiya). L'emirat tenia autoritat sobre tots els principats georgians de l'est, el centre i l'oest. Els àrabs tenien guarnicions a Tbilisi, Rustavi i Dmanissi, zones que eren de domini directe de l'emir. L'emirat en si mateix comprenia només el Baix Kartli mentrestant la resta de regions eren governades per senyors locals sotmesos a la seva autoritat més o menys nominalment segons l'època, autoritat que s'extingí totalment a la segona meitat del segle ix.
Durant el califat de Harun ar-Raixid va tenir 17 governadors, i entre ells el rebel Asoci, erimsthavar de Kartli, que va ser expulsat i va haver de marxar a la Taoklardjètia on es va crear un principat.
El primer emir fou Ismaïl ibn Xuab, que es va apoderar de la ciutat el 809 aprofitant el moment de la pujada al tron de l'abbàssida al-Amín i es va mantenir rebel fins vers el 819 coincident finalment amb la revolta del governador Hàtim ibn Hàrthama. Cap al 820 era emir Muhàmmad ibn Khattab que es va fer fort a Tiflis i va governar menys de deu anys. El 829 va reagrupar al seu entorn una coalició de nobles indígenes i emirs; el va succeir Alí ibn Xuab (germà d'Ismaïl) que hauria estat lleial al califat i va exercir fins al 833 quan va pujar al poder el seu nebot Ishaq ibn Ismaïl ibn Xuab. Cap al 840 Ishaq va entrar en dissidència contra el califa, pretenent fer-se independent; la dissidència va durar prop de 15 anys. El califa va enviar finalment un exèrcit sota el comandament d'un cap anomenat Bogha al-Kabir, que va assetjar Tbilisi el 853, i la va ocupar matant 50000 persones incloent l'emir Isaac; però els emirs subsegüents tampoc van ser del tot obedients al califa, encara que el reconeixien i feien les monedes amb el seu nom.
El domini califal s'anà extingint i al segle x l'emirat era virtualment un més dels principats georgians encara que amb un cap musulmà. L'emir només governava a Tbilisi i Baix Kartli i enlloc més se l'obeïa.
Cap al 1030, Liparit Liparitisdzé, senyor (erishtavi) del veí territori de Kldekari, volia conquerir l'emirat perquè les seves possessions senyorials estaven a la vora i esperava que amb la conquesta rebria molts nous territoris. D'acord amb Ivane Abasasdze, que tenia similars interessos, el 1032 van fer presoner l'emir Jàfar i van convidar al rei Bagrat IV de Geòrgia a prendre Tbilisi. Però Bagrat va fer alliberar a Djafar. Cinc anys després el rei, sota consell de l'incansable eristhavi de Kldekari, va accedir a posar fi a l'emirat, i va assetjar Tbilisi. Després de dos anys de setge sense resultats Bagrat es va retirar i va fer un tractat amb l'emir.
L'emir Jàfar III de Tbilisi va morir el 1046 i com que no tenia hereus els notables volien entregar l'emirat al rei Bagrat. Aquest va marxar cap a Tbilisi on va ser rebut pels notables que li van donar les claus de la ciutat. Els musulmans oposats a aquesta entrega es van fer forts a la fortalesa d'Issani a l'esquerra del riu Mtkvari, i després de tres mesos de setge no va poder-la ocupar i es va retirar i l'emirat va subsistir, designant-se un nou emir.
El 1069 Alp Arslan, soldà dels seljúcides, va envair la Geòrgia oriental. Agsartan rei de Xirvan, Kvirike de Kakhétia i l'emir de Tbilisi es van sotmetre al soldà. Tbilisi i Rustavi van ser entregades en feu a l'emir Fadlun de Gandja, aliat turc. El 1070 el rei Bagrat va marxar contra Fadlun, el derrotà i sotmeté l'emir de Tbilisi, al que va prendre les seves fortaleses, obligant-lo a pagar un tribut.
El 1110 el rei David IV de Geòrgia conquerí la fortalesa turca de Samchvilde, una de les que restaven dins a Geòrgia, i els turcs van evacuar una part del Baix Kartli. El 1115 va conquerir Rustavi i van començar a assetjar Tbilisi. El 1118 el rei va conquerir la principal fortalesa del turcs, la de Loré, que controlava la Geòrgia del Sud. El 1121 el soldà seljúcida Muhàmmad Tapar envià un poderós exèrcit de 300.000 homes sota el comandament del governador de Bagdad Nadjm ak-Din al-Ghazi. Aquestes forces entraren a Geòrgia i acamparen a Tsalka, a Manglissi-Trialèthia. El georgians eren poc més de 50.000 entre ells 200 cavallers croats europeus. En la batalla de Didgori el 12 d'agost de 1121 David IV va obtenir un gran triomf i seguidament l'emir de Tbilisi, sense cap ajuda, va quedar assetjat a la capital, la qual va ser presa el febrer del 1122, acabant així l'emirat de Tbilisi, que havia durant quasi 400 anys. Uns mesos després va caure Dmanissi. La capital va ser traslladada de Kutaisi a Tbilisi.

## Emirs

### dinastia xuàbida
- Ismaïl ibn Xuab (primer emir conegut, va governar fins a 813)
- Muhàmmad ibn Khattab (813–829)
- Alí ibn Xuab (829–833)
- Ishaq ibn Ismaïl ibn Xhuaib (833–853)

### Dinastia dels xaibànides
- Muhàmmad ibn Khalil (853–870)
- Issa ibn aix-Xaikh aix-Xayban (870–876)
- Ibrahim (876–878)
- Gabuloc (878–880)

### Dinastia dels jafàrides[2](a vegades escrit jaffàrides)
- Jàfar I ibn Alí (880–914)
- Mansur ibn Jàfar (914–952)
- Jàfar II ibn Mansur (952–981)
- Alí ibn Jàfar (981–1032)
- Jàfar III ibn Alí (1032–1046)
- Mansur ibn Jàfar (1046–1054)
- Abu-l-Hayjà ibn Jàfar (1054–1062) (darrer emir conegut)
- Consell d'Ancians (1062-1068)
- Fadl o Fadlun de Gandja (1068–1080, nomenat per Alp Arslan)
- Consell d'Ancians (1080-1122)

## Mapes històrics

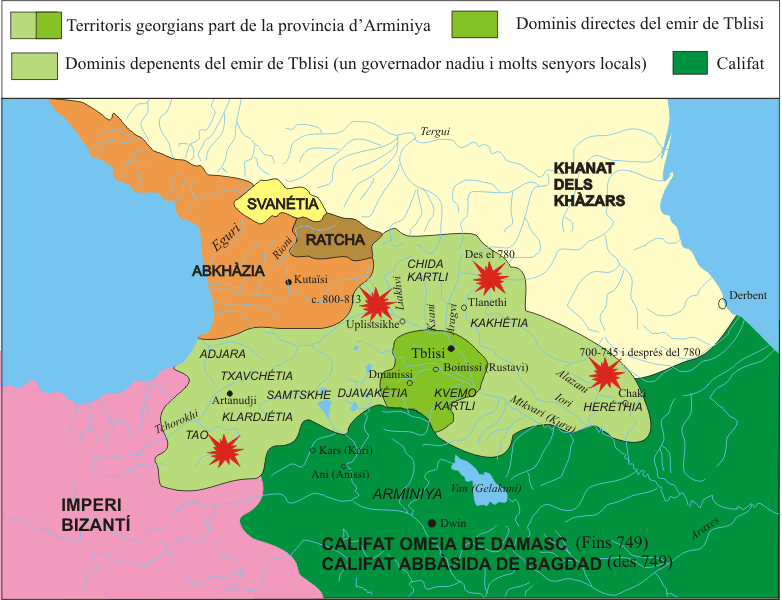
Geòrgia cap al 720-813
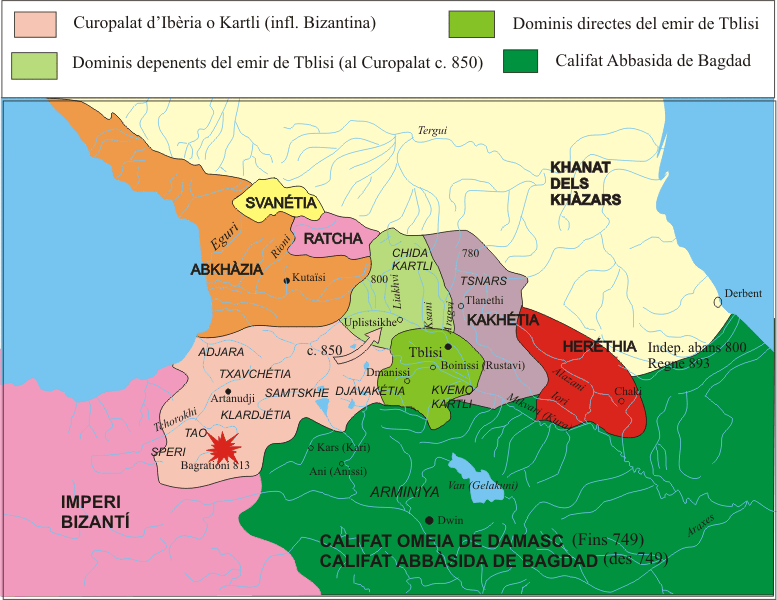
Geòrgia cap al 813-920
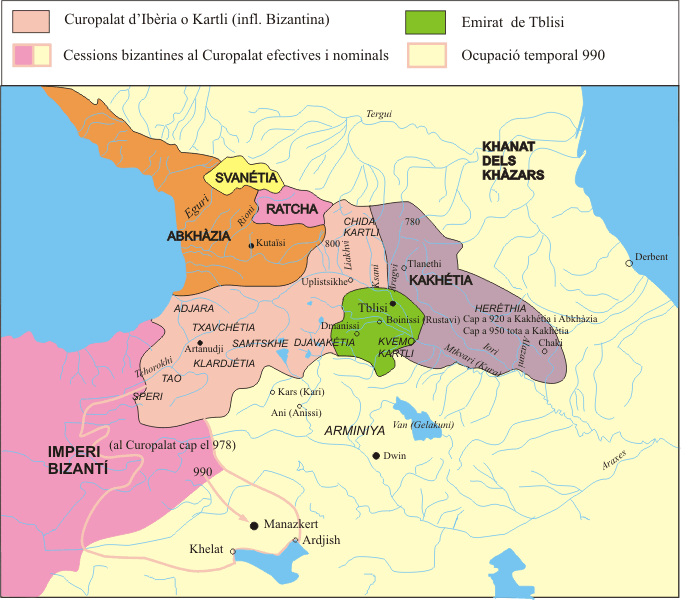
Geòrgia cap al 920-1001
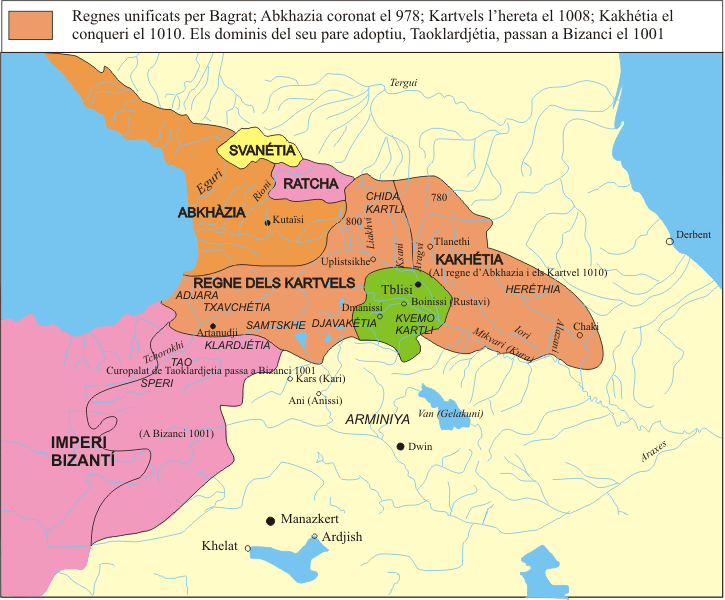
Geòrgia, unificació cap al 1001-1022